# 1184
Évszázadok: 11. század – 12. század – 13. század
Évtizedek: 1130-as évek – 1140-es évek – 1150-es évek – 1160-as évek – 1170-es évek – 1180-as évek – 1190-es évek – 1200-as évek – 1210-es évek – 1220-as évek – 1230-as évek
Évek: 1179 – 1180 – 1181 – 1182 –  1183 – 1184 – 1185 – 1186 – 1187 – 1188 – 1189

## Események
- A római katolikus egyház határozat született a visszaeső illetve megátalkodott eretnekek máglyán való megégetéséről.[1]
- Trónra lép I. Tamar grúz királynő.
- Barbarossa Frigyes német-római császár megkezdi hatodik itáliai útját, mely a császár fia Henrik és Konstancia II. Vilmos szicíliai király lánya házasságával végződik. A házasság révén később Henrik örökli a szicíliai trónt.
- Absalon lundi érsek tengeri győzelmet arat Bogiszláv pomerániai herceg felett.
- október 7. – franciaországi ciszter szerzetesek lerakják a szentgotthárdi apátság alapjait.